# Maxime Crépeau
Maxime Crépeau (ur. 11 maja 1994 w Greenfield Park) – kanadyjski piłkarz występujący na pozycji bramkarza, reprezentant Kanady, od 2024 roku zawodnik amerykańskiego Portland Timbers.